# 练江牧场
练江牧场是上海市静安区在安徽省黄山市歙县的省际飞地，由上海牛奶集团黄山练江有限公司经营。

## 历史
练江牧场前身为安徽省徽州农场，其建设目的是为了作為上海的三线乳品生产基地。
1966年3月，上海市调集干部工人70余人、虹口区、闸北区社会青年839人，与留场的20余名干部设立了上海市练江牧场，隶属于上海市牛奶公司。1974年，改隶上海市农场管理局。